# 高橋大喜
高橋 大喜（たかはし だいき、1978年7月11日 - ）は、東京都出身の日本のプロマウンテンバイク選手。MTBフリーライダー、MTBスロープスタイル選手、MTBコーチ、MTBコースプロデューサー、MTBコースビルダー。Rocky Mountain Bicyclesエイアンドエフ所属契約ライダー。日本体育大学卒業。柔道整復師。

## 来歴
2002年の夏からカナダのウィスラーに滞在し始めて今年で１７年目を迎える。ウィスラーをベースにアメリカやカナダのブリティッシュコロンビア州各地のバイクパークとトレイルを走り込み、その経験を日本でのマウンテンバイク普及活動にフィードバックしマウンテンバイクの普及活動を行っている。
日本のMTBフリーライドの第一人者。世界のトッププロライダーとの交流もあり、多くの雑誌で共演の経験を持つ。
また多くのメディア（テレビ、ラジオ、雑誌、DVD）にも出演経験を持ち本場のフリーライドシーンを日本に伝え続けている。
2013年にはアジア人で初めてFREERIDE MOUNTAINBIKE ASSOCIATIONのプロライセンスを取得。ニュージーランドのクイーンズタウン (ニュージーランド)で開催されたTEVAスロープスタイル日本人として初参戦。9位入賞。
自身のプロデュースするDAIKIFREERIDE MTB PARKに加え、2014年よりふじてんスノーリゾートMTBコースのプロデューサーに就任。